# Dubois (pseudonyme)
Pour les articles homonymes, voir Dubois.
Dubois a été utilisé comme pseudonyme.

## Personnalités portant ce pseudonyme
- Claude Dubois, pseudonyme de Claude André (1947-), un chanteur et auteur-compositeur-interprète québécois.
- Marie Dubois (1937-2014), actrice française.
- Rosalie Dubois (1932-2024), chanteuse française.